# 董宇辉
董宇辉（1993年3月4日—），陕西潼关人，中國共產黨黨員，现为与辉同行直播銷售主播，曾任东方甄选直播銷售主播、新东方西安校区英语教师。

## 生平
董宇辉從小在陕西潼关的农村長大，2015年毕业于西安外国语大学旅游学院。2015年初，董宇辉加入新东方，成为一名高中英语老师。2016年成為新东方学校英语教研主管。2019年开始网上授课，曾任新东方在线高三英语学科负责人、培訓部主管。
2021年12月28日，董宇辉第一次為东方甄选直播，並且用中英文推銷產品。這使得東方甄選的營收迅速增長。
董宇辉与百度原公关副总裁璩静均为西安外国语大学北京校友会成员，2022年，两人曾一同与校党委书记白黎座谈并被邀请参加建校70周年校庆系列活动。
2024年1月9日晚上7时，董宇辉独立账号“与辉同行”开启首播，开播后登上抖音人气第一名、带货总榜第一名，在20分钟内点赞突破2亿次。截至当晚，该号粉丝数已超700万。董宇辉单飞发展后，其人气度持续攀升。2024年5月的抖音带货达人榜中，与辉同行以5.33亿元人民币的销售额排名第二，超越排名第六的东方甄选。
2024年7月25日，董宇辉决定从东方甄选离职。与此同时，东方甄选的合并联属实体新东方讯程所持有的与辉同行（北京）科技有限公司全部股权出售予董宇辉，交易金额为7658.5万元。
2025年4月19日，董宇辉获人民文学奖传播贡献奖。

## 争议

### 被冒充带货
2023年9月7日，东方甄选在抖音上發佈了大约2000个带有董宇辉头像和名字的带货账号，而這些賬號發佈的都是董宇辉的视频切片。9月9日，俞敏洪表示此舉的確是公司所為，他已經对公司管理层提出严肃批评，同时也对网友造成的困惑表示抱歉。

### 小作文事件
2023年12月5日，东方甄选编辑在“吉林之行”视频下，置顶了“宣传文案出自谁手”的解答评论，称“经典小作文”多数由文案团队创作，并非全部出自主播之手。而东方甄选旗下主播董宇辉在直播中念出的文案获得网友称赞。相关言论传出后，董宇辉的粉丝纷纷认为他遭到了“背刺”。12月10日，董宇辉未能按原计划出现在直播间。12月12日晚，东方甄选CEO孙东旭在直播间回应小作文事件；翌日凌晨，董宇辉发长文回应，介绍了东方甄选的小作文创作模式。12月14日，新东方创始人俞敏洪在社交平台发布视频声明，回应近期小作文争议，表示这是因为公司处理不当“变成了汹涌澎湃的舆情”，其做法严重缺乏职业精神，也说明公司管理上有很大的漏洞。當天东方甄选CEO孙东旭发布道歉视频，对提到董宇辉的薪酬等行为向网友道歉。另外，东方甄选发布甄选品牌日15日至17日全天直播宣传海报，董宇辉未在其中。外界认为，这意味董宇辉停播三天。16日上午，东方甄选宣布原CEO孙东旭即日起被免职。同日晚间，董宇辉现身俞敏洪的抖音直播间，就近期风波和外界关心的问题作出回应。俞敏洪表示，董宇辉近期在西安休假，并表示“他要离开”是传言，实际上董宇辉从未提过要离开东方甄选。12月18日凌晨，东方甄选发布直播预告称，俞敏洪和董宇辉将于12月18日晚8点进行直播。活动海报显示，董宇辉的身份已成为“东方甄选高级合伙人”。同日，董宇辉被新东方董事会任命为董事长文化助理，兼任新东方文旅集团副总裁。在当晚8时的直播中，俞敏洪透露，将为董宇辉成立独立工作室，单独开辟账号和直播间。

### 月饼宣传争议
2024年9月，有网民指出“与辉同行”直播间曾多次推销“澳门葡记流心奶黄月饼”的产品，并多次宣传其为“澳门老字号”。而“澳门葡记”并未在澳门开设门店，实际上是一家注册于珠海的食品公司。澳门葡记公司表示，其在澳门有注册商标，“不存在任何质量和食品安全问题”。由于事件发生在“小杨哥”直播间宣传“美诚月饼”事件之后，因而引发关注。

### 直播口误
2024年9月，董宇辉在直播科普知识时出现多次口误，如“不要把食品添加剂妖魔化”，“居里夫人获得诺贝尔文学奖、发现了铀、发明了X光机”，且为一系列事实错误。有网民指出每个人的知识储备有限，也可能只是口误，不应该过于苛责。